# 닌텐도의 역사

2016년 5월 11일부터 사용한 현 닌텐도 로고

닌텐도의 역사는 1899년, 화투(하나후다) 가공업 기업으로서 설립된 해부터 시작한다. 20세기 중반 무렵 닌텐도는 디즈니 캐릭터 같은 제3자 지적자산의 인가를 받아 카드 그래픽을 생산했다. 1960년대에는 요코이 군페이의 장난감 디자인을 발판삼아 수많은 종류의 장난감 분야로 사업을 확장했다. 1980년대에 이르러 미야모토 시게루가 설계한 아케이드 게임 《동키콩》과 마스코트 마리오의 성공 등을 계기로 비디오 게임 산업의 콘손으로 올라섰다. 현재 닌텐도 주식회사는 매출상 가장 거대한 다국적 비디오 게임 기업으로 자리잡았다.

## 1889–1932: 화투패 사업
닌텐도는 1889년 9월 23일 야마우치 후사지로가 야마우치 닌텐도(任天堂骨牌)라는 사명으로 처음 설립했다. 일본 교토시에 위치했던 닌텐도는 화투(하나후다)를 생산해 판촉하는 가공업으로 운영됐다. '닌텐도'라는 이름의 유래는 "천국에 운을 맡겨두길"이라는 뜻을 담아 지었다는 설이 있으나, 역사상 이를 뒷받침한 사료는 확인할 수 없다. 사명의 유래에 "무료 화투의 사당"라는 의미를 담았다는 설도 있다. 당시 일본에서는 1882년 도박이 금지됐으나 화투는 허용해, 교토에서는 야쿠자가 운영하는 오락시설에서 화투에 대한 수요가 높았다. 타 패제조사는 범죄조직과 엮이고 싶지 않은 공포심에 시장을 이탈했으나 야마우치는 몇 년 안에 화투패 생산의 거물이 되고싶은 욕구에 시장에 남았다. 수제로 제작된 닌텐도의 화투패의 수요가 높아지자 야마우치는 직원들을 고용해 수요에 맞춰 대량생산했다. 사업의 순조로운 출발에도 불구하고 닌텐도는 틈새시장의 성격, 느리고 값비싼 제조과정, 높은 제조비와 패의 긴 제품수명으로 인한 낮은 대체율로 난항을 겪었다. 이에 대한 해결책으로 닌텐도는 값싼 저품질 패 '텐구'를 생산하고 오사카같은 다른 도시에도 판매했다. 더불어 지역상인들이 패를 재활용했을 때 생기는 의구심을 피하기 위해 지속적으로 패를 교체할 방도를 모색하게 되자 닌텐도의 저가형 패가 인기가 높아졌다.
닌텐도 공식보도자료에 의하면 처음으로 서양식 카드패를 생산한 연도는 1902년이다. 다른 사료들에 기반한 해석에선 이를 러일 전쟁이 종전한 1907년 경으로 추정한다. 이 패는 본래 수출용으로 생산한 것이었으나 자국 내에서도 인기가 많아졌다. 당시 사명은 '마루후쿠 닌텐도 카드 법인'이었다.  러일 전쟁으로 인해 레저 산업의 기업들은 '카루타세'같은 세금이 붙어 곤란이 많았다. 닌텐도는 어려운 외적 조건에도 사업을 유지했으며 1907년에는 일본전매공사(현 일본담배산업)와 계약해 패를 전국의 담배상에 홍보한 기록이 남아있다. 1915년에 발행된 다이쇼 시대의 홍보용 달력에서 '야마우치 닌텐도(山内任天堂)'를 사명으로 사용했다는 것을 확인할 수 있으나, 놀이패 제품에선 여전히 '마루후쿠 닌텐도 법인'으로 표기했다.
야마우치 후사지로는 가업을 이을 아들이 슬하에 없었다. 야마우치는 서양자 전통에 따라 자신의 데릴사위 카네다 세키료를 양자로 들였으며, 이후 세키료는 아내의 성을 따라 '야마우치'로 개명했다. 1929년, 후사지로가 기업에서 은퇴한 후 야마우치 세키료가 후임 사장으로 임명됐다.

## 1933–1965: 법인화, 성장 및 다각화
1933년, 세키료는 닌텐도를 합명회사 '야마우치 닌텐도 & 유한회사(山内任天堂株式会社)'로 재편했다. 그 해에 도바카이도역 근처에 위치했던 닌텐도 본사 일부에 투자금을 빌려 신본사로 재건축했다. 세키료와 히로시의 딸간의 결혼에서 낳은 자식은 딸 밖에 없었는데, 이 때문에 세키료는 그의 사위이자 닌텐도의 원화가였던 이나바 시카노조를 양자로 삼았으며 이후 야마우치 시카노조로 개명했다. 그러나 시카노조는 가족을 등지고 가출해 사장이 되지 않았고, 이 때문에 시카노조의 아들인 히로시가 후에 대신 사장으로 임명되는 계기가 됐다.
제2차 세계 대전 중 일본 정부가 해외 카드패 확산을 금지하고 일본 사회 문화가 바뀌면서 기업 형편이 어려워져 닌텐도는 다른 레크리에이션 산업을 모색하기 시작했다. 이 당시 닌텐도는 히로시의 아내이자 부자 출신이었떤 이나바 미치코의 가문이 보내는 원조에 상당수 의지하고 있었다. 1947년, 세키료는 닌텐조 제품의 판촉을 담당하는 유통회사 '마루후쿠 법인 유한회사(丸福株式会社)'를 설립했다. 이 회사는 현재 비디오 게임사 닌텐도의 모태였다.
1949년, 뇌졸중으로 세키료의 건강이 악화되자 당시 도쿄 와세다 대학에서 학업을 수행하던 야마우치 히로시가 귀향해 닌텐도를 상속받아 사장으로 취임했다. 히로시는 사장이 되자마자 여러 가지 중요행적을 남겼다. 1951년, 히로시는 사명을 '닌텐도 가루타 유한회사(任天堂骨牌株式会社)'로 개명했다. 1953년, 닌텐도는 일본 최초로 놀이패를 플라스틱으로 생산하기 시작했다. 히로시의 급진적인 운영방식에 직원 일부가 반발해 파업을 시도했으나, 히로시가 불만을 가진 노동자 몇몇을 해고하는 것으로 강제로 마무리지으면서 크게 불거지진 않았다.
1959년, 닌텐도는 본사를 교토시 히가시야마구로 이동했다. 그 해 닌텐도는 미국의 월트 디즈니 컴퍼니와 접촉해 디즈니 캐릭터를 닌텐도의 놀이패에 사용할 수 있는 계약을 성사했다. 당시 일본에서 서양의 카드놀이는 화투나 마작같은 도박이라는 인식이 강했는데, 닌텐도는 디즈니를 놀이패에 활용해 아동시장에 대한 지분을 확보하고 일본 내 가정에 패를 적극적으로 판매할 수 있게 됐다. 닌텐도는 놀이패 제작에 배접지을 이용한 자동생산공정을 도입했으며 장난감 상점 유통체계도 강화했다. 1962년, 야마우치는 닌텐도를 공개회사로 전환하고 오사카 증권거래소에 상장했다.
1963년, 야마우치는 사명을 현재 사용하는 '닌텐도 주식회사(任天堂株式会社)'로 변경했다. 1964년 기준 닌텐도의 매출은 1억 5000만 엔이었다. 닌텐도는 경제적인 호황을 누렸지만 닌텐도의 디즈니패 및 관련제품은 기업 매출이 아동시장에 전적으로 의존했다. 일본 사회의 성인 놀이문화가 파친코, 볼링같은 타 야간활동으로 번지자 성인용 놀이패 매출이 급감했다. 디즈니패 수익도 하락하자 닌텐도는 다른 사업분야에 진출해야할 필요성을 느꼈다. 닌텐도는 사업으로 불린 자금을 이용해 다른 분야로 진출을 시도했다. 이 당시 판매한 상품으로 다른 두 회사와 계약을 맺은 식품기업을 세워 판매한 즉석조리 쌀이나 무선 진공 청소기 '치리토리'가 있었다. 놀이패에 대한 경험으로 진출한 장난감 분야를 제외하면 이 사업들은 전부 실패했다. 1964년 도쿄 하계 올림픽 개최 직후 닌텐도의 주식은 역대 최하인 60엔으로 폭락했다.
1965년, 닌텐도는 요코이 군페이를 조립라인 유지보수 공학자로서 고용했다. 요코이는 이후 닌텐도 내의 컨베이어 벨트를 수리하는 작업 등도 겸해 사내에서 명성을 얻었다.

## 1966–1972: 장난감 사업으로 전환
1960년대에 닌텐도는 일본 장난감 산업의 아직 산업 자체의 작은 규모와 다카라토미와 반다이같은 경쟁사들같은 요인으로 인해 사업이 난관에 봉착했다. 당시 장난감의 짧은 수명을 고려한 닌텐도는 빠른 기간 내에 새로운 제품군으로 교체하는 방향으로 선회했다. 이는 닌텐도 역사에서 새로운 시대의 시작을 의미했다.
1966년, 회사 보유의 한 화투공장에 방문한 야마우치는 요코이 군페이가 재미삼아 개발한 늘어나는 팔 모양 장난감을 발견했다. 야마우치는 이를 크리스마스 성수기에 맞춰 대량생산용 제품으로 개발하라고 요코이에게 지시했다. 이를 통해 완성된 닌텐도의 장난감 울트라 핸드는 10만 대 이상을 판매하는 대성공을 이뤘다. 요코이의 잠재력을 눈여겨본 야마우치는 1969년 장난감 연구개발부를 창설해 요코이를 관리자로 임명했다. 전기공학에 능했던 요코이는 바탕으로 전기 장난감 설계에 큰 소질을 보였으며 닌텐도는 신설부서의 장난감들을 대량생산해 판매하는 사업을 진척했다. 요코이가 이 당시 개발한 제품으로 야구공 투구기계 울트라 머신(1968), 사랑을 측정하는 러브 테스터(1969), 그리고 수직형 망원경 울트라 스코프(1971)가 있었다. 울트라 핸드의 경우 일본에서 120만 대가 판매됐다.
1969년에 닌텐도는 교토 교외의 우지시에 공단을 신설했다. 자사가 생산한 체스, 쇼기, 마작, 바둑같은 테이블 게임 제품들은 '니폰 게임' 브랜드명 하에 유통했다. 이 시기에 운영한 공단들은 21세기에 와서도 일부가 유지돼 닌텐도의 놀이패 생산을 계속하고 있다.
1970년, 닌텐도의 주식 상장이 오사카 증권거래소의 1부로 승격됐다. 같은 해에 본사의 재건축 및 확장이 완공됐다. 1970년에 닌텐도가 샤프와 협력개발하고 우에무라 마사유키가 설계한 일본 최초의 광전자 공학 라이트 건 장난감 빔 건을 출시했다. 당시 빔 건의 판매량은 100만 대가 넘었다. 1972년에는 프로그래밍용 드럼 머신 일레콩가를 출시했다. 이 장치는 사용자가 디스크 모양 천공카드를 이용해 임의로 드럼 패턴을 생성할 수 있었다.
1971년, 닌텐도는 미국 기업 마그나복스와 협력해 후일 1972년에 출시되는 소매용 비디오 게임기 마그나복스 오디세이의 전용 라이트 건 주변기기 '슈팅 갤러리'의 개발에 참여했다. 이는 닌텐도가 비디오 게임 산업에 남긴 최초의 족적이었다. 〈컴퓨터 게임 연구의 국제논문〉에서 마틴 피카드가 남긴 글에서 "1971년, 닌텐도는 자사의 최초 가정용 게임기를 미국에 발매하기도 전에 미국의 비디오 게임 산업 선구자 마그나복스와 협력해 오디세이용 라이트 건을 1972년에 발매했다. 이는 닌텐도가 1970년대에 행한 일본 장난감 시장 사업을 거름삼아 이룬 업적이었다"라고 서술했다.

## 1973–현재: 비디오 게임 제조사

### 1973–1978: 초기 비디오 게임 및 컬러 TV 게임

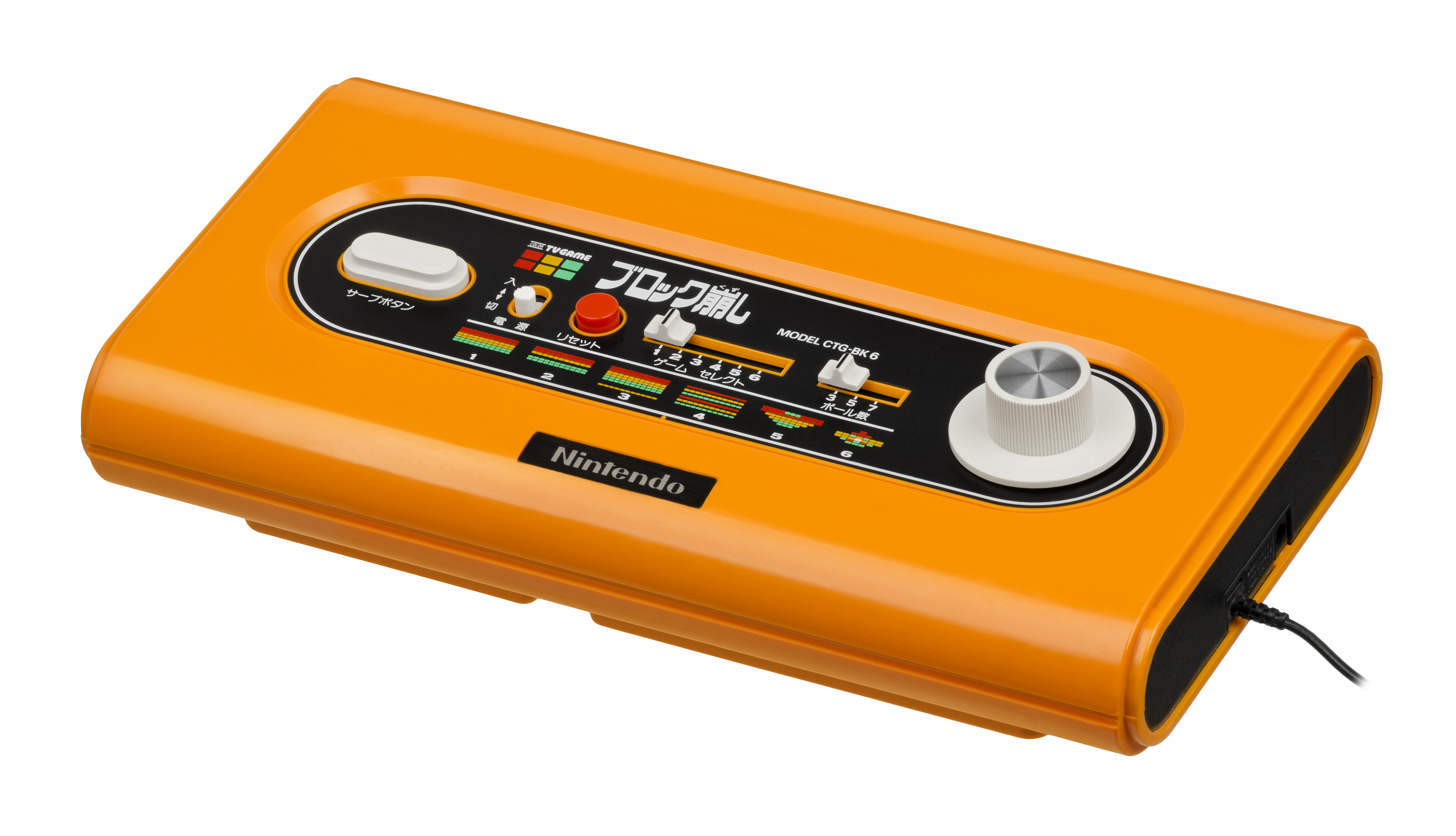
컬러 TV 게임 제품

닌텐도 제품에 대한 수요증가는 야마우치로 하여금 본사 주변의 부동산을 매입해 사무소를 확장하게 했다. 요코이와 우에무라, 그리고 다케다 겐요같은 신규 개발자들은 회사제품 연구개발에 계속 착수했다. 1973년, 닌텐도는 광선총 장난감 제품군에 사용한 라이트 건 기술을 가족용 아케이드 게임과 접목해 레이저 점사 시스템을 제작해 볼링장에 시범으로 설치했다. 어느 정도 성공을 이룬 닌텐도는 당시 아케이드 열풍을 타 라이트 건 기계를 다수 제작했다. 닌텐도의 장난감은 인기가 많았으나 당시 1973년의 석유 위기로 인해 플라스틱 소재 가격이 폭등하고 소비자추세가 오락에서 생활필수품으로 옮기면서 닌텐도에 타격을 입혔고 그 해 손실이 몇십억 엔에 달했다.
1974년, 닌텐도는 사격 게임 《와일드 건맨》을 출시했다. 《와일드 건맨》은 16mm 필름 투영기와 플레이어의 라이트 건을 인식하는 센서를 결합한 아케이드 시뮬레이션 게임이었다. 레이저 점사 시스템과 《와일드 건맨》은 모두 유럽와 북미 지역에 수출돼 상업적 성공을 이뤘다. 하지만 닌텐도의 생산속도는 반다이와 다카라토미같은 경쟁기업들에 비해 여전히 느렸고 소비자가격이 높아 경쟁에 부진했으며, 닌텐도는 이후 일부 라이트 건 제품 생산을 중단해야 했다. 라이트 건 제품들을 생산하는 닌텐도 내 부서는 석유 위기가 겹쳐 폐쇄됐다.

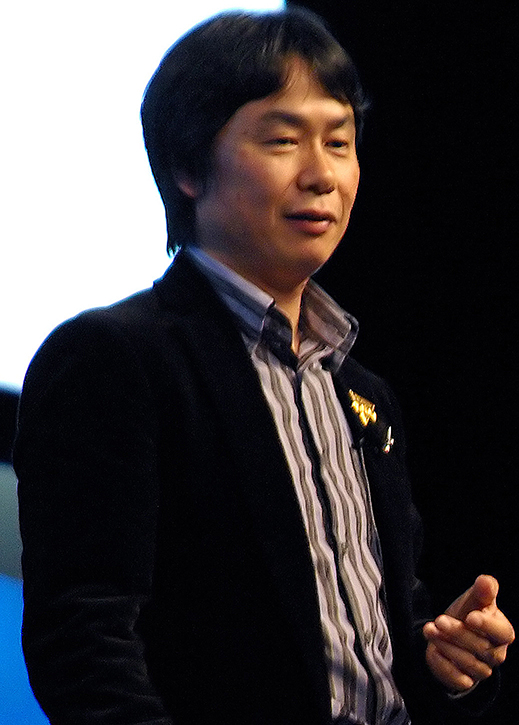
1977년에 닌텐도에 입사한 미야모토 시게루

야마우치는 미국 기업 아타리와 마그나복스가 제작하는 비디오 게임기들에 자극받아 1974년에 마그나복스 오디세이를 일본에 배급할 권리계약을 성사시켰다. 1975년부터 1978년까지는 미쓰비시 전기와 협력해 독자적인 비디오 게임 제품들을 공동개발했다. 이 시기에 개발된 대표적인 제품들로 비디오 게임 제품용 마이크로프로세서, 다종의 게임들이 탑재된 컬러 TV 게임 제품군, 그리고 오델로 방식 아케이드 게임이 있다. 1975년에는 닌텐도 최초의 아케이드 비디오 게임 《EVR 레이스》를 출시했다. 1977년, 미야모토 시게루가 입사해 요코이의 개발진에 합류해 컬러 TV 게임 제작에 참여했다. 1978년, 닌텐도의 연구개발부서가 요코이가 지도하는 닌텐도 개발 제일부, 우에무라가 지도하는 닌텐도 개발 제이부로 분리됐다.
이 당시에 닌텐도에 발을 들인 미야모토 시게루는 자연 환경, 소노베 지역문화, 서부극, 추리극, 신토 민속, 기독교 문화매체 등 다양한 곳에서 영감을 끌어냈다. 이런 발상은 후에 미야모토가 제작에 관여한 닌텐도 프랜차이즈들의 밑거름이 됐다.

### 1979–1988: 아케이드 게임, 게임 & 워치 및 패밀리 컴퓨터
1979년, 닌텐도의 북미 지사가 뉴욕시에 설립됐으며 아케이드 게임전문 부서가 개설됐다. 1980년, 요코이가 휴대용 전자계산기 기술을 응용해 개발한 제품이자 역사상 초창기의 휴대용 게임기였던 게임 & 워치가 출시됐다. 게임 & 워치 제품군은 각 게임기마다 하나의 게임이 탑재돼 LCD 화면과 간단한 소리장치로 즐기는 놀이기구였다. 게임의 워치는 1980년부터 1981년까지 총 59종이 생산됐으며, 당시 게임 & 워치의 전세계 판매량은 4340만 대로 닌텐도가 대성공을 이룬 초기 닌텐도 제품이었다.

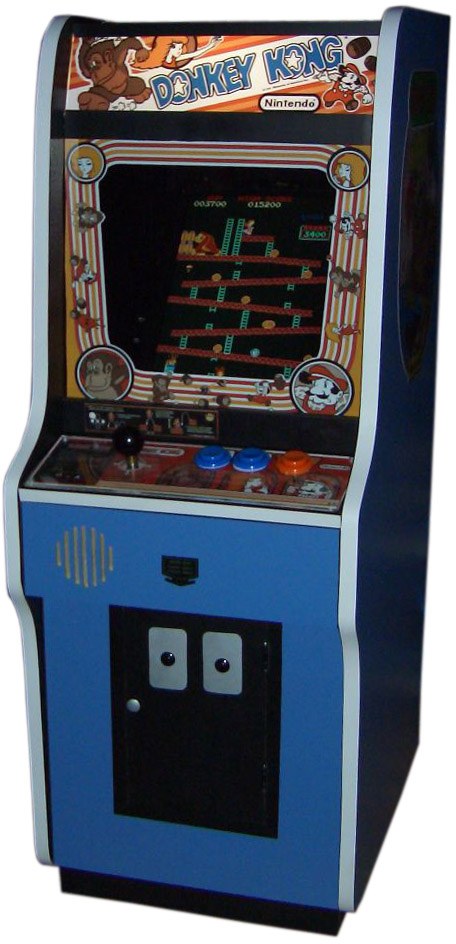
《동키콩》 아케이드 캐비넷

1984년부터 2008년까지 사용한 가장 유명한 로고

닌텐도는 1970년대 말 《보안관 (1979)》과 《레이더 스코프 (1980)》를 개발해 출시하면서 아케이드 게임 시장에 진출했다. 《보안관》은 닌텐도가 개발한 최초의 자체제작 비디오 게임으로, 다케다 겐요와 미야모토 시게루가 개발하고 세가가 배급했다. 《레이더 스코프》는 일본에선 《갤럭시안》와 경쟁하며 양호한 성적을 거뒀으나 그 외 지역에서 플레이어 포섭해 실패해 닌텐도의 재정난을 촉발했다. 1981년, 닌텐도 내에서 차기 아케이드 흥행작 모색을 전담하게 된 미야모토 시게루가 기획한 게임 《동키콩》이 출시됐다. 《동키콩》은 당시에 드물게 플레이어 캐릭터가 점프할 수 있었던 초창기 플랫폼 게임였다. 게임의 주인공은 원래 이름이 '점프맨'이었으나 후에 마리오로 개명하고 닌텐도의 공식 마스코트가 됐다. 마리오의 이름은 워싱턴주 투퀼라에 위치한 당시 북미닌텐도 사무소의 건물주 마리오 시갈리에서 비롯됐다. 《동키콩》은 일본과 해외 시장 모두 석권하며 대열풍을 일으켰으며, 콜레코가 가정용 게임기 및 컴퓨터로 이식권을 구매해 이식판을 출시했다. 당시 유니버설 스튜디오가 《동키콩》이 《킹콩》을 표절했다는 이유로 소송해 유니버설 시티 스튜디오 대 닌텐도 사건이 발생했으나 1984년 해당 법정공방에서 닌텐도가 승소했다.
1983년, 닌텐도는 우지에 생산시설을 신설했으며 도쿄 증권거래소 1부에 상장했다. 이때부터 우에무라는 콜레코비전에서 영감을 받아 롬 카트리지를 저장매체로 사용하고 중앙 처리 장치와 픽처 처리 장치가 모두 탑재된 비디오 게임기 설계를 시작했다. 이를 통해 결실한 제품 패밀리 컴퓨터는 1983년 7월 일본에서 출시됐다. 동시발매 제품으로 아케이드로부터 이식한 닌텐도 자체 게임 《동키콩》, 《동키콩 Jr.》와 《뽀빠이》가 있었다. 패밀리 컴퓨터는 대성공을 거둬 1984년에는 세가의 경쟁제품 SG-1000를 시장 점유율에서 제쳤다. 이 당시 닌텐도는 패밀리 컴퓨터에 발매되는 모든 게임을 출시 전에 검사하고, 패밀리 컴퓨터로 출시된 게임은 2년동안 다른 콘솔로의 발매를 금지하는 조항을 개발사와의 계약에 포함하며, 기업당 패밀리 컴퓨터에 출시하는 게임수를 5개 이하로 제한하는 정책을 펼쳤다.
1980년대 초반에 미국 시장의 비디오 게임기 제조산업은 서드파티 개발사의 저품질 게임으로 인한 시장 포화로 1983년 비디오 게임 위기를 맞이한 상황이었다. 미국의 비디오 게임 산업은 시장후퇴를 겪으면서 시장총매출이 1983년부터 1985년까지 30억 달러에서 1억 달러로 폭락했다. 이로 인해 닌텐도는 미국에서 발매하는 데도 난항을 겪었다. 닌텐도는 비디오 게임에 대한 부정적인 시선을 극복하기 위해 이를 오락용 전자제품로 홍보하고 게임 카트리지를 '게임 팩'으로 개명했으며 제품외관을 비디오카세트 레코더를 닮은 형태로 수정했다. 또한 닌텐도는 미국에서 발생한 서드파티 게임 범람을 예방하기 위해 정품인식용 칩을 게임 팩 내에 탑재했다. 이렇게 패밀리 컴퓨터를 수출용으로 개량해 탄생된 북미용 제품 '닌텐도 엔터테인먼트 시스템(Nintendo Entertainment System, NES)'은 1985년 10월 18일 뉴욕시에서 소량 시험판매가 개시되면서 북미에 진출했다. 북미 발매시 같이 판촉한 제품으로 《슈퍼 마리오 브라더스》, 《메트로이드》와 《젤다의 전설》가 있었다.
패밀리 컴퓨터는 일본에선 2003년까지, 북미 지역에서 1995년까지 지원됐다. 패밀리 컴퓨터의 전세계 총판매량은 약 6200만 대로 역사에 전례없는 대성공을 거뒀다. 이 시기 닌텐도는 '품질보증(Seal of Quality)' 표지 인증을 시도해 저작권 침해를 방지하고 소비자가 닌텐도 공식제품을 판별하는 도구로 작용하게끔 노력했다. 또한 닌텐도는 전자부품 공급처를 확장해 리코(닌텐도 반도체 담당), 샤프 등 약 30종 기업와의 네트워크를 구축했다.
아케이드 게임 사업에서 닌텐도는 《동키콩 Jr.》, 《스카이 스키퍼》, 《마리오 브라더스》, 《동키콩 3》 등을 계속 발매했고 이들은 가정용 게임기들로도 이식됐다. 아케이드 시장에서의 성공에도 불구하고 닌텐도는 가정용 게임 시장에 집중하면서 아케이드 사업을 서서히 축소했다. 닌텐도 일본 본사는 1985년 가을에 아케이드 게임 제조 및 발매를 중단했으며 1989년 2월 28일 일본 어뮤즈먼트머신 공업협회(JAMMA)에서 탈퇴했다. 북미 닌텐도는 1992년 7월 31일에 아케이드 기계 생산을 중단했다고 고지했다.

### 1988–1995: 게임보이 및 슈퍼 패미컴 시대
1988년, 게임 & 워치를 바탕으로 요코이 군페이가 이끄는 닌텐도 개발 제일부는 닌텐도 최초의 휴대용 비디오 게임기 게임보이를 개발했다. 게임보이는 1989년 상업용으로 출시됐다. 북미지역에서는 소련외국무역협회와의 협상으로 이식한 《테트리스》가 동시발매상품으로서 판촉됐다. 게임보이는 밀턴 브래들리 컴퍼니의 마이크로비전같은 기존 제품과 대조되는 낮은 소비자가격과 높은 강도로 인기를 끌었다. 일본에서는 발매 2주만에 초기재고 30만 대가 전부 소진됐으며, 미국에서는 발매 첫 날 4만 대가 판매됐다. 게임보이 수명기간동안의 전세계 총 누적판매량이 1억 1800만 대였다. 《테트리스》와 마찬가지로 게임보이 동시발매게임이었던 《슈퍼 마리오 랜드》의 전세계 판매량은 1400만 장이었다.
1989년은 닌텐도가 패미컴의 후속기기 슈퍼 패미컴을 발표한 해이기도 했다. 닌텐도는 출시를 앞둬 슈퍼 패미컴의 CD-ROM 주변기기를 기획한 바 있다. 개발중에 끌어들인 첫 번째 협력사는 슈퍼 패미컴의 SPC 사운드 칩을 제공한 소니로, 이들과 협력해 복합 게임기 슈퍼 패미컴 CD-ROM 어댑터를 출시할 계획이었다. 그러나 소니와의 협력은 알려지지 않은 이유로 파기되면서 개발이 중단됐으며, 야마우치 사장은 대신 필립스와 계약해 기술을 공동개발했다. 필립스는 협력개발계약을 통해 자사 게임기 CD-i를 출시했으나, 닌텐도는 결국 CD-ROM 기반 주변기기를 발매하지 않았다. 소니는 닌텐도와의 협력 당시 개발한 기술을 바탕으로 훗날 닌텐도 대항 경쟁기기 플레이스테이션을 출시한다.
1988년, 닌텐도의 북미 지부 닌텐도 오브 아메리카는 닌텐도의 신게임을 안내하는 소식 및 공략집 잡지 〈닌텐도 파워〉를 공개했다. 《슈퍼 마리오 브라더스 2》를 집중취재한 7/8월호를 발간하며 시작된 〈닌텐도 파워〉는 2012년 12월까지 발행됐다. 1989년 7월, 닌텐도는 '정신회'라는 이름으로 초대 닌텐도 스페이스 월드 견본시를 개최해 차기 닌텐도 제품들을 공개했다. 같은 해에 닌텐도는 미국에서 공식 닌텐도 상품을 판매하는 닌텐도 최초의 샵인샵을 개장했다. 1989년 당시 미국에서 패밀리 컴퓨터를 소유한 가정이 25% 이상이었다.
1980년대 말, 닛폰 전기의 PC 엔진과 세가의 메가 드라이브가 연달아 발매하면서 닌텐도의 시장주도권를 위협하기 시작했다. 이들은 16비트 연산을 활용하며 패밀리 컴퓨터보다 향상된 그래픽과 오디오를 갖추고 있었다. 닌텐도의 16비트 게임기 슈퍼 패미컴은 이런 경쟁자들에 대응해 설계된 제품으로, 전 기기 패밀리 컴퓨터를 뛰어넘는 사양으로 무장했으며 컨트롤러 또한 어깨버튼을 포함해 버튼이 4개 추가되는 등 오늘날의 컨트롤러에 가까운 형태로 발전했다. 1990년 11월 21일, 일본에서 공식출시된 슈퍼 패미컴은 발매 당시 초기재고 30만 대가 단 몇 시간만에 소진됐다. 일본에서 1991년 6월까지 슈퍼 패미컴이 160만 대가 판매됐다. 1991년 8월, 닌텐도는 슈퍼 패미컴의 미국용 제품 '슈퍼 닌텐도 엔터테인먼트 시스템(Super Nintendo Entertainment System)'을 북미 지역에 출시했으며, 유럽 지역에도 1992년 발매했다. 슈퍼 패미컴의 일본 및 서양 출시 당시 동시발매게임으로 《슈퍼 마리오 월드》, 《에프제로》, 《파일럿윙즈》, 《심시티》와 《그라디우스 III: 전설에서 신화로》가 있었다.
1990년 3월, 29개 미국 도시를 대상으로 '세계 최고의 닌텐도 플레이어' 자리를 노리는 대회 닌텐도 월드 챔피언십스가 처음 개최됐다. 1990년 6월, 독일 그로스오스트하임에 닌텐도 유럽지부가 설립됐다. 1993년까지 네덜란드, 프랑스, 영국, 스페인, 벨기에와 오스트레일리아에 지사들이 추가설립됐다. 1992년, 닌텐도의 야마우치 사장이 시애틀 매리너스 주식 상당수를 매입했다. 닌텐도의 매리너스 주식은 2016년에 들어서야 다시 매각됐다.
슈퍼 패미컴은 일본 시장에서 가장 높은 점유율을 차지했다. 미국에서는 세가의 경쟁기기 메가 드라이브보다 늦은 출시와 세가의 새 마스코트 소닉 더 헤지혹을 내세운 공격적인 광고전략으로 인해 기세가 상당히 주춤했으며, 발매 초기 닌텐도의 북미 점유율은 패밀리 컴퓨터 시기의 90~95%과 대조되는 35%로 대폭 하락했다. 《젤다의 전설 신들의 트라이포스》, 《스트리트 파이터 II》, 《파이널 판타지》 시리즈 등 슈퍼 패미컴에 발매된 인기작품들이 몇 년동안 게임기를 견인해 소비자를 포섭하면서 제품수명 중반기에 슈퍼 패미컴은 메가 드라이브를 마침내 제칠 수 있었다. 1992년 중반 기준 슈퍼 패미컴의 전세계 총합판매량은 4600만 대였다. 슈퍼 패미컴의 최종 누적판매량은 4910만 대로, 이는 메가 드라이브의 추정판매량 4000만 대를 상회한 기록이었다. 한편 슈퍼 패미컴이 북미에서 메가 드라이브와 경쟁하면서 소매상과 가격조정에 관한 분쟁이 발생했다. 1991년, 연방거래위원회와 뉴욕과 메릴랜드의 변호사들이 제기한 패밀리 컴퓨터 소매가격담합 의혹에 대해 닌텐도가 인정하면서 합의했다. 추정합의금은 약 3000만 달러였다. 슈퍼 패미컴의 지원기간은 미국에서는 1999년까지, 일본에서는 2003년까지였다.
1993년, 사상 최초로 슈퍼 FX 칩을 사용한 비디오 게임 《스타폭스》가 출시돼 가정용 게임기상의 3D 게임환경을 선보였다. 1990년대 중반, 《모탈 컴뱃》같이 시각상 잔인한 비디오 게임들의 수가 많아지면서 이에 대한 우려의 목소리가 높아지자 엔터테인먼트 소프트웨어 협회와 오락 소프트웨어 등급 위원회가 설립됐는데, 닌텐도는 1994년부터 이 기관들과 협력하기 시작했다. 이 협력을 기점으로 닌텐도는 패밀리 컴퓨터 시절부터 자체적으로 시행했던 컨텐츠 가이드라인을 폐지했다. 슈퍼 패미컴 시대 후기에 닌텐도는 호텔, 크루즈선과 비행기 내 오락을 제공하는 닌텐도 게이트웨이 시스템을 운영했다. 또한 협력사 레어가 개발해 출시한 슈퍼 패미컴용 《동키콩 컨트리》와 게임보이용 《동키콩 랜드》는 3D 그래픽 렌더링을 사용한 뛰어난 2D 그래픽으로 주목을 받았다. 일본에서는 1995년부터 2000년까지 모뎀을 이용한 슈퍼 패미컴 주변기기 사테라뷰를 판매해 통신위성을 통해 디지털 데이터를 받아 게임을 플레이하는 서비스를 운영했다.

### 1995–2000: 닌텐도 64, 버추얼 보이 및 게임보이 컬러 시대
닌텐도의 차세대 게임기 닌텐도 64는 1993년 중반 닌텐도와 실리콘 그래픽스간의 상호협력 체약과 함께 처음 발표됐다. 그 외 콘솔 개발에 기여한 협력사로 닛폰 전기, 도시바와 샤프가 있었다. 닌텐도 64는 게임기 역사상 최초로 64비트 연산구조를 갖춘 게임기로서 홍보됐다. 닌텐도 64는 본래 1995년에 발매할 예정이었으나 서드파티 개발사의 개발일정으로 인해 연기하면서 일본에서는 1996년, 미국에서는 1996년 9월, 유럽에서는 1997년 3월에 발매됐다.
1995년에는 이미 경쟁사 세가가 32비트 게임기 세가 새턴, 신경쟁사 소니가 플레이스테이션을 발매해 게임기 시장을 두고 경쟁하면서 닌텐도의 점유율을 뺏고 있었다. 1996년 6월 23일 일본에서 발매된 닌텐도 64는 출시 당일에 50만 대가 판매됐다. 북미에서는 1996년 9월 29일에 발매돼 처음 3일동안 초회 출고량 50만 대 중 35만 대를 판매했다. 북미 지역에서 이후 4달 만에 40만 대가 판매됐다. 닌텐도의 미국 1997년 매출은 소니와 세가 모두 압도했으며 1997년 말 미국 판매량은 360만 대에 이르렀다.
닌텐도 64는 발매 첫 해에 좋은 성적을 냈으나 이후부터 저조세에 봉착했다. 닌텐도 64는 북미 동시발매 게임이 《파일럿윙즈 64》와 《슈퍼 마리오 64》 단 두 종밖에 없었다. 저렴한 CD를 저장매체로 사용한 경쟁기기들과는 달리 롬 카트리지를 고수해 게임가격이 높고 저장용량이 작은 것 또한 닌텐도 64의 패인으로 고려됐다. 1997년 미국 연말연시 크리스마스에 예정됐던 게임 5종(《젤다의 전설 시간의 오카리나》, 《반조 카주이》, 《컨커스 배드 퍼 데이》, 《요시 스토리》 및 《켄 그리피 주니어의 메이저 리그 베이스볼》)이 모두 발매연기되는 등 게임 공급속도가 늦은 것도 게임기의 저조한 인기의 원인으로 꼽혔다. 닌텐도 64는 5세대 비디오 게임기 시대동안 세가 새턴을 능가했지만 플레이스테이션에는 뒤쳐졌으며, 일본 내에서는 플레이스테이션과 세가 새턴보다 모두 판매량이 낮았다. 1997년에 닌텐도는 닌텐도 64 컨트롤러에 장착해 진동을 발생시키는 주변기기 럼블 팩을 발매했다. 1999년, 닌텐도는 CD를 저장매체 사용하는 주변기기 64DD를 생산했으나 일본에서만 판매했다.
닌텐도 64의 총 누적판매량은 전세계 약 3293만 대였다. 제작된 비디오 게임은 총 388종에 지나지 않았다. 그럼에도 불구하고 닌텐도 64는 비디오 게임 역사에서 유명세를 떨친 게임기로 남았다. 해당 게임기로 발매된 《슈퍼 마리오 64》, 《007 골든아이》와 《젤다의 전설 시간의 오카리나》는 평론에서 전폭적인 호평을 받았다.
한편 요코이 군페이와 닌텐도 개발 제일부는 스테레오스코피 3D 게임기 버추얼 보이를 개발했으며 1995년에 일본과 북미 지역에 발매됐다. 언론에서는 게임들의 낮은 품질, 적색계통의 그래픽 표현과 게임플레이로 인한 두통 발생으로 버추얼 보이에 혹평을 가했다. 1996년까지만 생산된 버추얼 보이는 최종 누적판매량이 77만 대로 상업적 참패로 기록됐다. 요코이 군페이가 이후 1996년에 발매한 게임보이의 소형 모델 게임보이 포켓을 설계한 것을 마지막으로 이후 닌텐도에서 퇴사했다. 요코이는 반다이가 출시한 경쟁 휴대용 게임기 원더스완의 설계에 관여했으며 1997년 교통사고로 향년 59세에 타계했다.

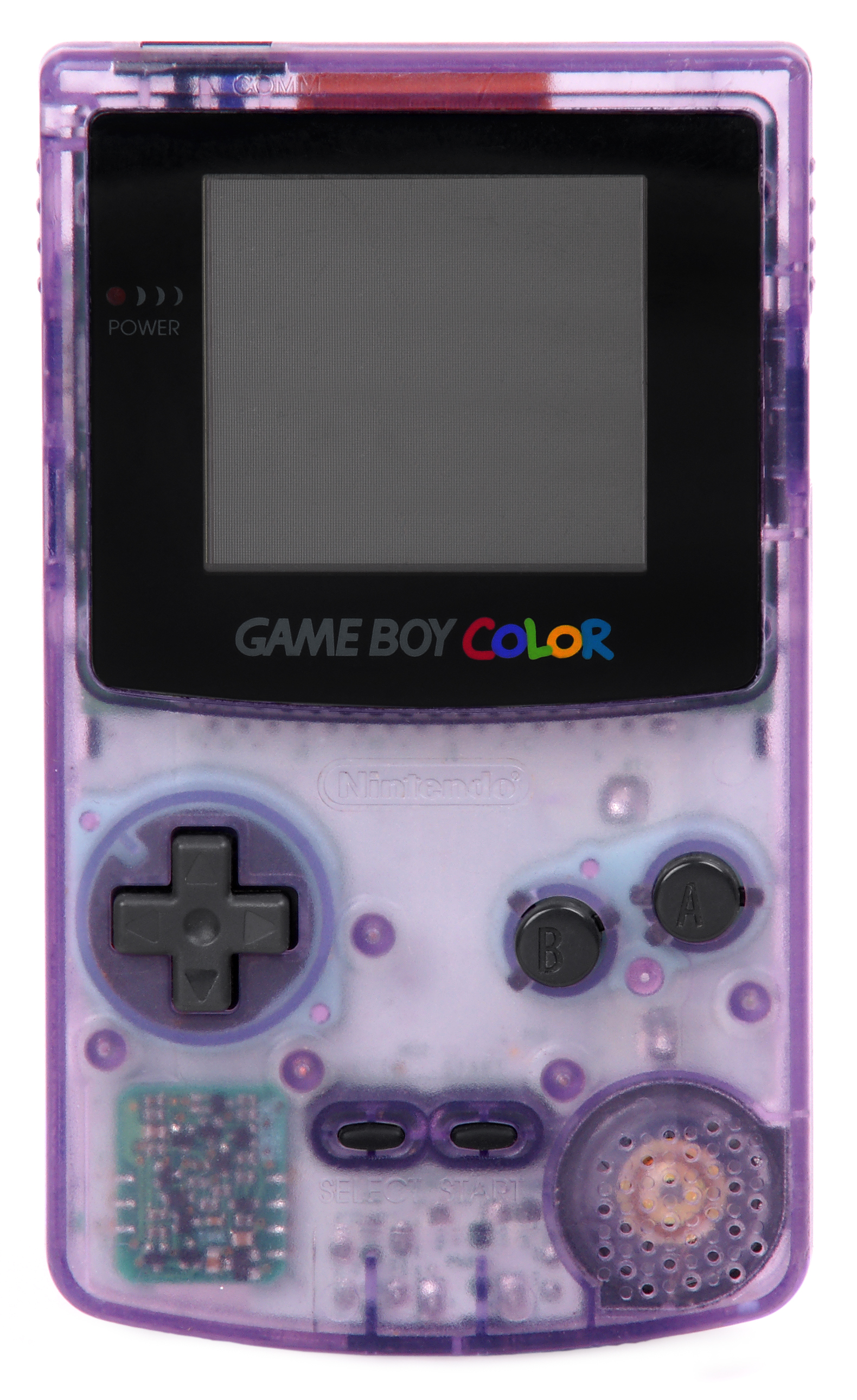
1998년 출시된 게임보이 컬러

1996년 2월, 타지리 사토시가 기획, 게임 프리크가 개발하고 닌텐도가 배급한 게임보이용 게임 《포켓몬스터 레드·그린》가 출시하면서 닌텐도의 신 프랜차이즈 《포켓몬스터》가 세상에 모습을 드러냈다.  《포켓몬스터 레드·그린》과 현지화판의 전세계 판매량은 3137만 장이었다. 《포켓몬스터》는 2017년 기준으로 시리즈 총판매량이 3억 장을 초과하면서 전세계에 걸친 프랜차이즈 최상위에 자리매김했다.
1998년 10월 13일, 닌텐도는 게임보이의 후속기기 게임보이 컬러를 출시했다. 게임보이 컬러는 기존 게임보이 게임을 지원하는 하위호환을 지원했다. 게임보이 컬러는 성공적이어서 게임보이와 게임보이 컬러 종합 전세계 판매량은 1억 1869대였다.
1997년, 유럽 경제 공동체는 닌텐도가 시행하는 발매게임 수 제한, 사전심의, 닌텐도의 저장매체 생산독점 등의 서드파티 계약정책을 완화하라는 시정명령을 내렸다.

### 2001–2003: 게임보이 어드밴스 및 게임큐브 시대
1999년 5월, 플레이스테이션 2 발매가 임박함에 따라 닌텐도는 IBM과 파나소닉홀딩스와 협력해 닌텐도 차세대 게임기를 위한 128비트 겍코 연산장치와 DVD 드라이브 개발에 착수했다. 한편 2000년에 닌텐도 기업구조에 상당한 개편이 이뤄져, 닌텐도 영업사무소는 교토 미나미구로 이전하고 독일과 벨기에 사업을 위한 지사 닌텐도 베네룩스가 신설됐다.
2001년에 닌텐도는 두 종의 신제품, 게임보이 컬러의 후속기기인 휴대용 게임기 게임보이 어드밴스와 닌텐도의 6세대 가정용 게임기 게임큐브를 출시했다. 게임보이 컬러는 전 세대 게임보이 게임들의 하위호환을 지원했다. 2001년 6월, 북미에서 게임보이 어드밴스가 발매된 첫 주에 50만 대 이상이 판매되면서 당시 미국에서 가장 빨리 팔린 게임기가 됐다. 2010년에 게임보이 어드밴스가 단종됐을 때 전세계 판매량은 8150만 대 이상이었다.
한편 게임큐브는 게임 저장매체로 미니DVD를 사용하고 일부 게임에 대해 인터넷을 지원하는 차별화성 기능들을 보유했음에도 전세대 기기들보다 판매량이 낮은 편이었다. 6년에 걸친 게임큐브의 제품수명기간동안 전세계 판매량은 2170만 대였다. 게임큐브는 시장에 있는 플레이스테이션 2와 엑스박스같은 기기들과의 경쟁에서 점유율을 확보하는 데 어려움을 겪었다. 게임큐브의 낮은 판매량으로 인해 2003년 회계연도 전반기에 닌텐도는 손실을 기록했으며, 이는 1962년에 기업을 공개한 이후 처음 발생한 일이었다.
2002년에 휴대용 게임기 포켓몬 미니가 발매됐다. 크기가 게임보이 어드밴스보다 작고 질량이 70g에 불과해 역사상 가장 작은 비디오 게임기였다. 2002년 2월, 닌텐도가 아케이드 게임의 게임큐브 이식을 수월하게 하기 위해 세가와 남코와 공동개발한 아케이드 기판 트라이포스가 공개됐다.
2002년 1월, 아라카와 미노루가 북미 닌텐도 지부 사장직에서 퇴임하고 기미시마 다쓰미가 후임을 맡았다. 2002년 5월, 사장 야마우치 히로시가 사퇴를 발표하면서 HAL 연구소의 현장 경력이 있었던 이와타 사토루를 차기 사장으로 임명했다고 전했다. 야마우치는 닌텐도의 임원겸 고문으로 남아있다 2013년 85세의 나이에 별세했다.
2002년에는 닌텐도와 중국계 미국인 과학자 웨이옌이 iQue를 창업해 iOue 브랜드 명의로 중국 내에 닌텐도 제품을 유통하기 시작했다. 유럽에서는 1990년대부터 해당 지역에서 펼친 공격적인 가격정책으로 인해 유럽 경제 공동체와의 갈등이 고조됐으며, 결국 2002년에 닌텐도는 가격담합으로 인한 반독점 위반금으로 1억 4900만 유로를 지불해야 했다. 이는 유럽 공동체 역사상 순위권 수준의 벌금이었다.
2003년, 게임보이 어드밴스를 접을 수 있는 형태로 구성하고 백라이트 디스플레이와 충전가능 배터리를 장착한 신모델 게임보이 어드밴스 SP가 발매됐다. 2010년 단종될 때까지 게임보이 어드밴스 SP는 전세계 총 4350만 대가 판매됐다. 같은 해에 게임보이 및 게임보이 어드밴스 게임을 게임큐브에서 플레이할 수 있는 주변기기 게임보이 어드밴스가 발매됐다.

### 2004–2010: 닌텐도 DS 및 Wii 시대
2004년 5월, 닌텐도는 게임보이와는 별개인 새 브랜드의 휴대용 게임기 닌텐도 DS를 발표했다. 닌텐도 DS는 터치스크린 하나가 포함된 2개의 화면이 달린 게임기로, 3D 그래픽과 와이파이 온라인 연결을 지원했다. 닌텐도 DS는 예약주문량이 300만 대를 달성하며 2004년 11월 21일 공식출시됐다. 2016년 기준으로 제품수명기간동안의 전세계 누적판매량은 1억 5400만 대 이상으로 역사상 가장 많이 팔린 휴대용 게임기이자 두 번째로 가장 많이 팔린 게임기가 됐다. 2005년, 게임보이 제품군의 마지막 상품 게임보이 미크로가 발매됐다. 2007년 기준 게임보이 미크로의 판매량은 250만 대로 닌텐도의 기대보다 낮은 수치였다.
2005년 5월 14일, 닌텐도는 뉴욕 록펠러 센터에 일반인에게 개방된 닌텐도 최초의 직배상 닌텐도 월드 스토어를 개장했다. 2층 구조로 돼있으며 게임큐브, 게임보이 어드밴스, 닌텐도 DS 게임을 체험할 수 있는 부스가 마련됐으며, 닌텐도 최초의 화투 등 기업 역사와 관련된 전시관도 존재한다. 같은 시기 이와타 사토루 사장은 닌텐도 내의 소프트웨어 개발자의 소속부서를 개편해 새로운 조직구조를 마련했다. 해당 개편 이후 대부분 미야모토 시게루와 데즈카 다카시가 이끄는 닌텐도 정보개발본부로 이동했다.
닌텐도의 차세대 게임기 Wii는 2001년부터 구상단계에 있었으며 2003년 닌텐도 DS로부터 영감을 받아 개발이 시작됐다. 닌텐도는 Wii 개발과정에서 게임큐브의 실패를 반성해, 소니와 마이크로소프트와의 경쟁을 피하기 위해 이들의 고사양 게임기에 대비되는 저사양 게임기를 설계하는 블루오션전략을 취했다. Wii는 타 7세대 비디오 게임기보다 더 넓은 유저층을 겨냥하기 위해 '비소비자'를 이용자로 포섭하는 방안을 내놨다. 이런 새로운 정책을 위해 닌텐도는 홍보 및 광고에 미화 2억 달러를 투자했다. Wii 주요 구성품으로 가속도계와 적외선 센서를 내장해 3차원 환경을 인식하는 컨트롤러 Wii 리모컨, 가속도계와 아날로그 컨트롤러를 포함한 주변기기 눈자크, 자이로스코프로 리모컨의 민감도를 향상시키는 Wii 모션플러스가 있었다.
2005년 5월, E3에서 닌텐도는 Wii의 시제품을 처음 대중에 공개했으며 그 해 도쿄 게임 쇼에서 컨트롤러 위모컨을 공개했다. 2006년 9월, 닌텐도가 도쿄, 뉴욕 및 런던에서 각각 13일, 14일, 15일에 연 기자회견에서 Wii 콘솔에 대한 자세한 정보를 공개하고 Wii 채널 그래픽 사용자 인터페이스의 다양한 기능을 시연했다. Wii는 미국에서 2006년 11월 19일 33종의 동시발매게임과 공식적으로 출시됐으며, 일본에서는 같은 해 12월 2일 출시됐다.
2016년 기준으로 Wii의 전세계 누적판매량은 1억 100만 대였다. 이는 게임기 7세대를 통틀어 최고의 판매기록으로, 닌텐도는 슈퍼 패미컴 이후 처음으로 같은 세대에서 가장 많이 게임기를 판매하는 성과를 거뒀다. Wii의 높은 판매고는 게임큐브의 부진한 성적을 만회했다. Wii가 성공한 이유로 경쟁기기가 성인과 특정 팬을 노린 것과 대조적으로 일반인을 포함한 좀더 폭넓은 소비자층을 겨냥한 홍보정책이 꼽혔다. Wii의 약진을 계기로 경쟁사 소니와 마이크로소프트 또한 2010년을 기점으로 Wii와 같은 소비자층을 노린 제품들을 발매하기 시작했다.

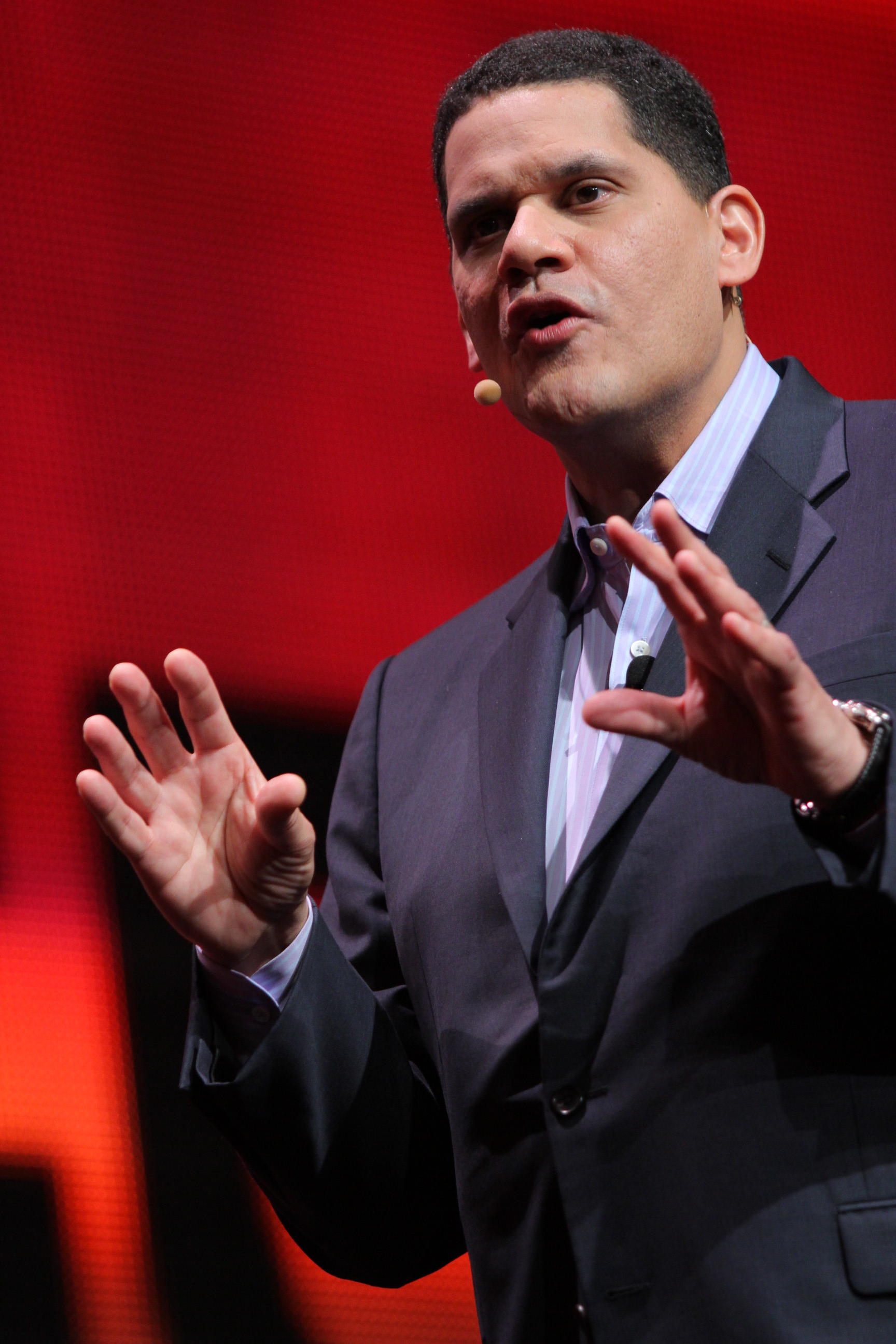
전 북미 지사장 레지 피서메이 (2006-2019)

2004년부터 2016년까지 사용한 로고

2006년 1월 26일, 닌텐도 DS의 중량을 줄이고 밝은 화면을 장착한 신형 모델 닌텐도 DS 라이트를 발표했으며 일본서 3월 2일에 출시했다. 2006년 5월 25일, 레지 피서메이가 북미 닌텐도의 사장 및 CEO로 취임했다. 2006년 7월 7일에는 기존 닌텐도의 한국 배급사 대원미디어를 대신할 닌텐도의 공식 대한민국 지부 한국닌텐도가 설립돼 대한민국에 제품을 직접배급하기 시작했다.
2006년 8월 초, 닌텐도는 마이크로소프트와 함께 아나스케이프가 제기한 특허침허 소송의 피고가 됐다. 아나스케이프측은 닌텐도가 제작한 컨트롤러의 아날로그 기술이 당사의 특허를 침해했다고 주장했으며 소송을 통해 마이크로소프트와 닌텐도가 보상금을 지불하고 해당 기술로 제작된 컨트롤러 판매를 중단할 것을 요구했다. 마이크로소프트는 아나스케이프와 합의했으나, 닌텐도는 법정다툼으로 갔으며 초심에서 패소해 미화 2100만 달러를 보상금으로 지불하라는 판결을 받았다. 닌텐도는 이에 항소해 2010년 4월 23일 재심에서 미국 연방항소법원은 해당 판결을 뒤집었다. 이후 아나스케이프가 연방 대법원에 제기한 상고는 2010년 11월 거부되면서 닌텐도의 승소로 종결됐다.
2007년부터 2010년까지 Wii 밸런스 보드, Wii 레이싱 휠, Wii웨어같은 다양한 Wii 주변기기 및 서비스가 출시됐다. 2007년 9월 17일, 북미 닌텐도는 자사의 웹사이트를 개편하면서 공식 포럼 N사이더 포럼과 캠프 하이룰 등 온라인 서비스를 무기한으로 폐쇄했다. 이후 같은 해 12월 19일에 개설된 포럼은 기술적 문제 문의만을 상대했다. 2008년 11월 1일, 닌텐도 DS 라이트의 신형 모델 닌텐도 DSi가 일본서 최초로 출시됐다. DSi는 DS 라이트 기능에 더해 카메라 시스템과 닌텐도 사상 최초로 컨텐츠를 다운로드하는 기능을 지원했다.
2009년, 닌텐도 이베리아 지부는 리스본에 사무소를 신설해 포르투갈로 사업지역을 확장했다. 2009년 기준으로 닌텐도의 휴대용 게임기 시장 점유율은 68.3%였다. 2010년, 닌텐도는 마리오의 25주년을 기념해 《슈퍼 마리오 25주년 스페셜 에디션》, 한정판 닌텐도 DSi XL 및 Wii 등 관련 상품을 판매했다.

### 2011–2016: 닌텐도 3DS 및 Wii U 시대
닌텐도 DS의 후속 휴대용 게임기 닌텐도 3DS는 2010년 3월 처음 발표됐으며 다음 해인 2011년에 공식적으로 출시됐다. 닌텐도 3DS는 3D 안경 없이 스테레오스코피 효과를 낼 수 있는 게임기였다. 2018년 기준으로 전세계 판매량은 6900만 대 이상을 기록했다. 닌텐도 3DS는 10년에 가까운 제품수명기간동안 휴대용 게임기 시장에서 대세를 유지했으며, 2019년 초 기준으로 누적판매량이 7500만 대였다. 2011년, 닌텐도는 《젤다의 전설》 25주년 기념으로 오케스트라 콘서트 "젤다의 전설: 여신의 교향곡"과 비디오 게임 《젤다의 전설 스카이워드 소드》를 제작했다.
2012년, 닌텐도는 HD 그래픽과 근거리 무선 통신 지원 컨트롤러 게임패드가 포함된 사양의 가정용 게임기 Wii U를 출시했다. 반면 Wii U는 소비층이 불분명한 혼란스런 홍보, 서드파티 게임 기근, 구매자의 비선호 현상 등으로 침체를 겪었다. 결과적으로 닌텐도는 2010년대 중반 내내 총매출이 하락세를 탔으며, Wii U는 2017년에 생산이 중단됐으며 2019년 12월 기준으로 판매량이 1350만 대에 불과해 닌텐도 가정용 게임기 사상 최악의 판매량을 기록했다. 닌텐도 3DS와 Wii U 시대동안 닌텐도의 수익은 비디오 게임 제조사로 활동한 이후로 사상 최악의 성적을 보였으며, 2012년 이후로 최초의 순손실이 발생했다.
2013년 9월 25일, 닌텐도는 파나소닉홀딩스의 지사 PUX 코퍼레이션의 주식 28%를 매입했으며, 비디오 게임을 위한 안면 인식, 음성 인식 및 문자 인식 개발을 목표로 하고 있다고 발표했다. 2013년 10월, 닌텐도 3DS의 스테레오스코피 효과를 제거하고 접이식 설계를 삭제한 저가형 모델 닌텐도 2DS가 발매됐다. 2014년 1월, 이와타 사장은 지난 2013년 4월부터 12월까지 기업 내 매출이 30%가 감소함에 따라 자신의 연봉을 임시로 50% 삭감했으며 다른 임원들 또한 20%–30% 삭감했다고 발표했다. 2014년 6월에는 닌텐도 캐릭터를 피규어로 만든 전자제품겸 인형 아미보가 출시되기 시작했다.
2015년 1월, 닌텐도는 높은 수입관세로 인해 브라질 내 사업을 철회한다고 발표했다. 브라질 외 라틴 아메리카 시장에서는 계약배급사 '비디오 게임 라틴 아메리카'가 존재하기 때문에 이 결정에 영향받지 않았다. 브라질에서의 영업은 2017년 현지의 NC 게임스가 닌텐도 제품을 배급하는 계약을 체결하고 나서야 재개됐다. 이후 후속기기 스위치는 2020년 9월에 브라질에서 정상적으로 발매됐다.
2015년 7월 11일, 사장 이와타 사토루가 담관암으로 향년 55세에 별세했다. 이후 약 두 달 간 미야모토 시게루와 다케다 겐요가 기업을 공동운영하다가 2015년 9월 16일에 기미시마 다쓰미가 사장으로 취임했다. 이후 기업 구조조정을 위해 미야모토와 다케다가 각각 제작고문, 기술고문으로 임명됐다.
Wii U로 인한 재정적 손실, 경쟁사 소니가 스마트 TV같은 플랫폼으로 비디오 게임 사업을 확장한 점 등의 주변상황은 닌텐도가 비디오 게임 배급과 제작에 대한 정책을 수정하는 계기가 됐다. 2015년, 닌텐도는 모바일 게임 기업 DeNA와 계약해 스마트폰 시장으로 진출했다. 이는 이전에 이와타가 모바일 게임이 닌텐도 사업의 취지와 맞지 않다했던 발언과 모바일에 대해 부정적이었던 닌텐도의 기존 입장을 뒤집은 것이었다. 또한 유니버설 파크 & 리조트와도 계약해 놀이공원 사업 진출도 꾀했다.

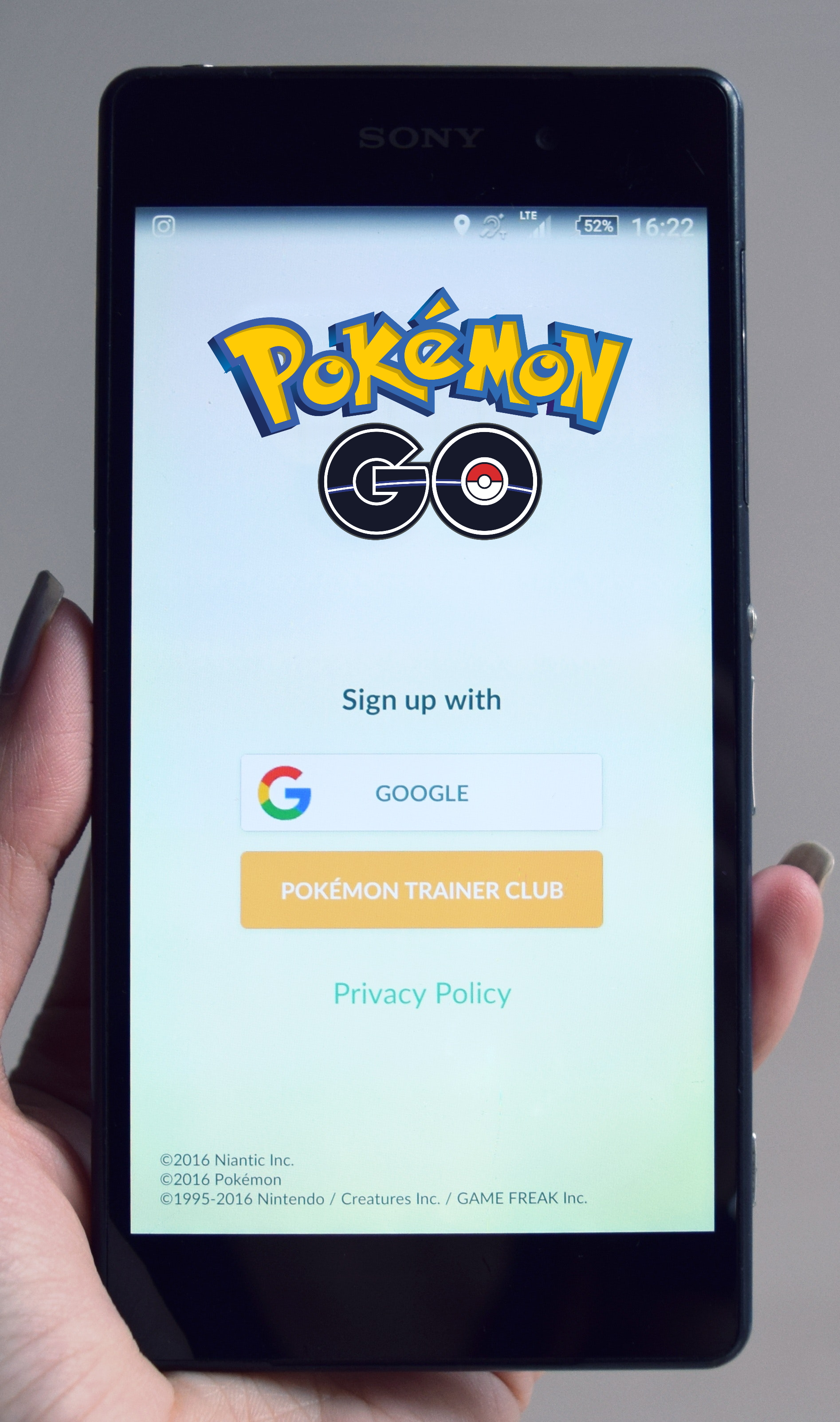
《포켓몬 GO》 로그인 화면

2016년 3월, iOS 및 안드로이드용으로 개발된 닌텐도 최초의 모바일 응용 소프트웨어 《미토모》가 출시됐다. 이후 닌텐도는 자사의 자산을 활용해 《슈퍼 마리오 런》, 《파이어 엠블렘 히어로즈》, 《동물의 숲 포켓 캠프》, 《마리오 카트 투어》와 《포켓몬 GO》를 발매했다. 마지막의 《포켓몬 GO》는 나이앤틱이 개발한  증강현실 게임으로 2016년 발매 당해에 매출액이 미화 1억 1500만 달러를 기록했다. 또한 2016년 3월에 클럽 닌텐도를 대체하는 마일리지 서비스인 마이 닌텐도가 시작했다.
2016년 11월, 30종의 패밀리 컴퓨터용 비디오 게임을 포함한 전용콘솔 닌텐도 클래식 미니: 패밀리 컴퓨터가 출시됐다. 이후 슈퍼 패미컴 게임을 담은 후속기기 닌텐도 클래식 미니: 슈퍼 패미컴은 2017년 9월 발매됐다. 2018년 10월 기준으로 두 기기의 전세계 판매량은 1천만 대 이상이었다. 2016년 12월, 닌텐도는 유니버설 스튜디오 재팬에 닌텐도 테마파크 '슈퍼 닌텐도 월드'를 설립할 것이라고 발표했다.

### 2017–현재: 닌텐도 스위치 및 타 분야 진출
닌텐도의 9세대 게임기 닌텐도 스위치는 2012년부터 구상 단계의 개발이 착수되고 있었다. 2015년 3월 기자회견에서 닌텐도는 'NX'라는 가명의 전용 비디오 게임기가 개발중이라는 사실을 공표했다. 피서메이 북미사장에 의하면 이 게임기는 Wii U의 수명이 예상평균보다 훨씬 짧을 것이라는 전망을 인정하면서 이 게임기가 닌텐도의 사활을 결정할 제품이라고 발언했다. 2016년 4월에 'NX'가 2017년 3월에 출시될 것이라 공지했다. 2016년 10월, NX는 정식 명칭 '닌텐도 스위치'라는 이름으로 정식공개됐다. 2017년 1월 스트리밍으로 진행된 발표회에서 닌텐도 스위치 온라인, 다인용 지원같은 게임기의 사양 및 기능들과 《젤다의 전설 브레스 오브 더 와일드》, 《슈퍼 마리오 오디세이》, 《스플래툰 2》같은 동시발매 및 차기발매 작품들을 공개했다.
닌텐도 스위치는 Wii U의 후속기기이자 8세대 비디오 게임기로서 2017년 3월 3일에 공식적으로 발매됐다. 스위치는 화면 본체를 사양을 향상시키는 독에 장착해 가정용으로 사용하거나 컨트롤러와 결합해 휴대용으로 사용할 수 있는 복합 게임기이다. 스위치 전용 컨트롤러 조이콘은 가속도계와 자이로스코프를 장착해 사용자의 동작을 포착할 수 있으며, 콘솔은 최대 8대를 동시 무선연결할 수 있는 지엽적 온라인 기능을 탑재했다. 스위치의 게임품목을 넓히기 위해 닌텐도는 다수의 서드파티 및 인디 개발사와 체약했다. 2019년 2월 기준으로 1800종 이상의 스위치 게임들이 공급됐다.
스위치의 초기 성적은 청신호로 2017년 12월 12일에 닌텐도는 전세계 판매량이 1천만 대를 넘었다고 발표했다. 2020년 3월 기준으로 스위치의 전세계 판매량이 5500만 대를 돌파했다. 2018년 4월, 조이콘과 스위치와 상호작용하는 골판지 부품이 포함된 닌텐도 라보 제품군이 발매됐다. 닌텐도 라보는 발매 첫 해에 100만 대 이상이 판매됐다.
2018년 4월, 후루카와 슌타로가 기미시마의 후임으로 닌텐도 사장직에 임명됐다. 2019년 2월에는 더그 바우저가 피서메이의 후임으로서 북미 닌텐도의 COO 및 사장으로 취임했다. 2019년 4월, 닌텐도는 텐센트와 계약을 맺고 중국 대륙에 닌텐도 스위치를 배급하기로 결정했으며 그 해 12월에 공식발매했다.

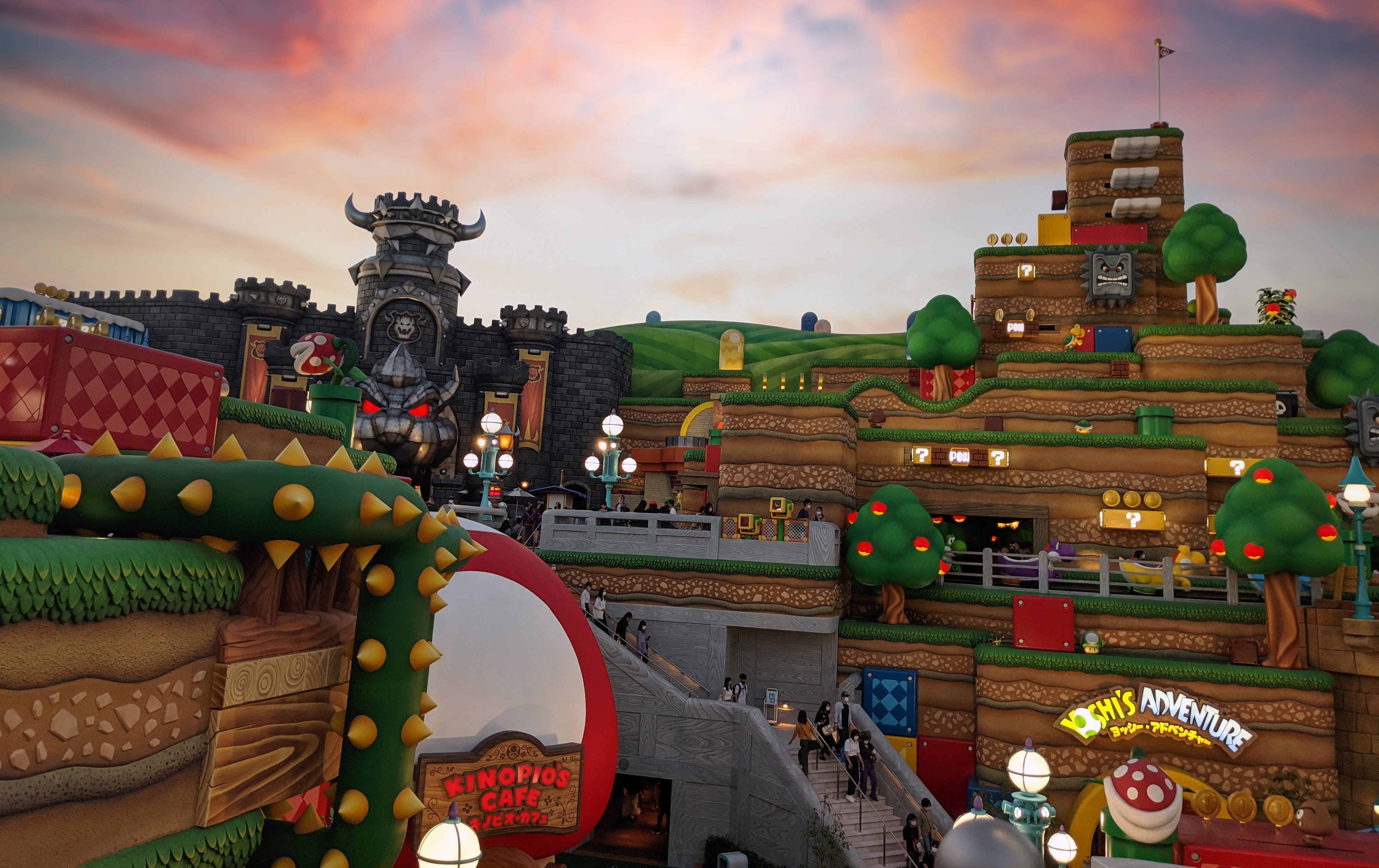
2021년 개장한 유니버설 스튜디오 재팬의 슈퍼 닌텐도 월드

2020년 1월, 호텔 및 식당 개발업 플랜씨도는 1930년대에 사용했던 닌텐도 본사 건물을 호텔로 재건축해 하겠다고 발표했다. 해당건물은 닌텐도 창립가의 자산관리기업 야마우치 유한회사가 소유했다. 이 호텔은 2022년 4월에 18개의 객실과 함께 개장했으며 닌텐도 전사명 마루후쿠의 이름을 따 '마루후쿠로'라는 상호를 사용했다. 2020년 3월, 유니버설 스튜디오 재팬에 테마파크 슈퍼 닌텐도 월드를 공식개방했다. 2020년 4월, 샌프란시스코의 투자회사 밸류액트 캐피털이 지난 1년동안 닌텐도 주식의 2%에 해당하는 260만 주, 미화 가치로 11억 달러 어치를 매입했다고 보도됐다.

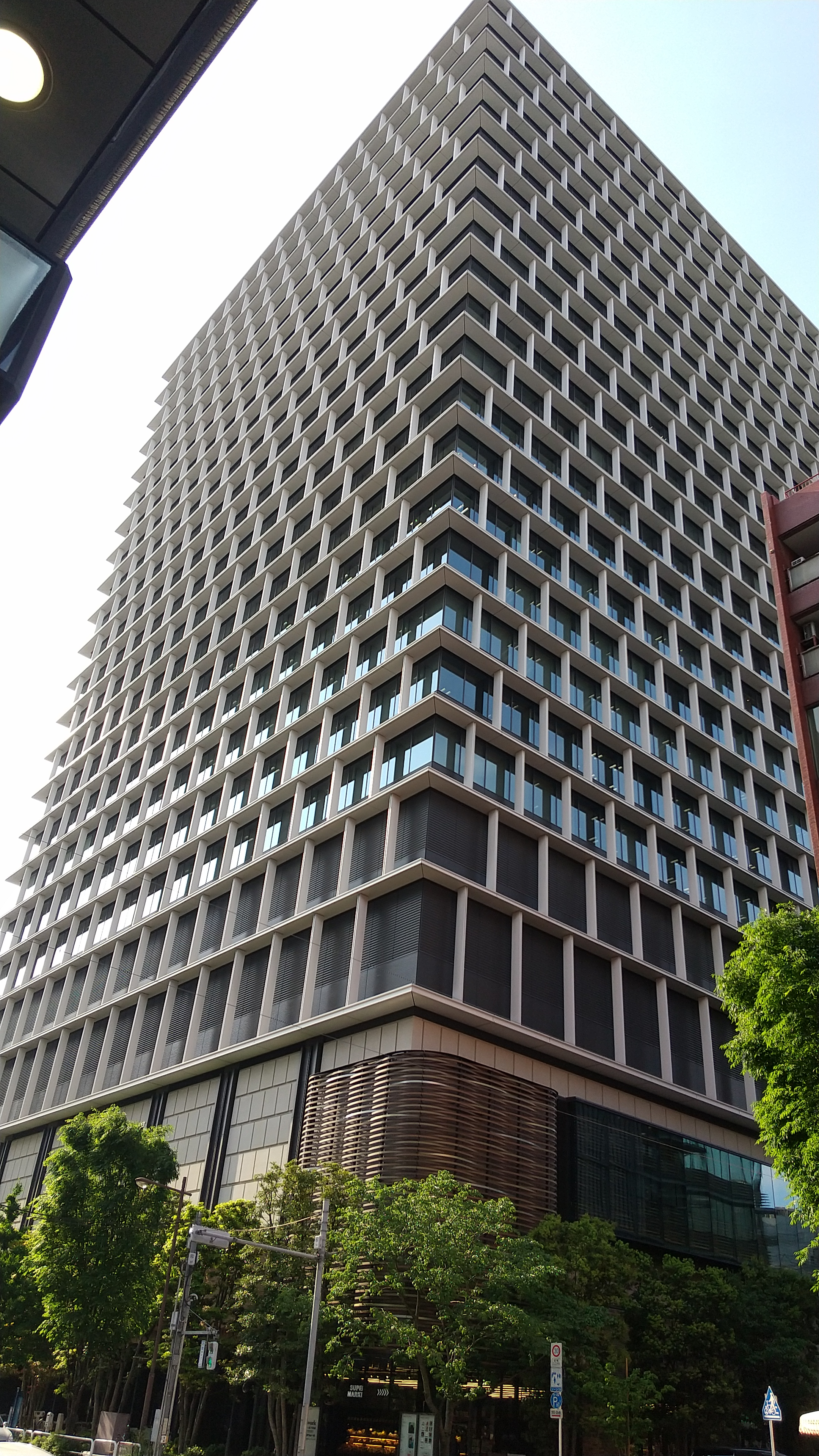
2020년부터 사용한 8층 닌텐도 도쿄 사무소

2020년 5월, 닌텐도는 제무제표 자료에서 코로나19 범유행이 닌텐도 제품 일부의 생산 및 분배를 연기했으나 사업에 끼친 영향은 미미하며, 닌텐도 스위치 온라인의 호조로 지난 회계연도보다 수익이 75% 증가했다고 보고했다. 2020년 8월, 닌텐도는 일본에서 가장 부유한 기업으로 등극했다. 2021년 2월에 후루카와는 닌텐도 스위치가 수명 중기에 돌입했다고 발언했다.  2021년 6월, 닌텐도는 화투를 포함한 자사 놀이패를 생산하던 우지 오구라 생산공단을 가제 "닌텐도 갤러리"라는 이름의 박물관으로 개편해 2024년 3월에 공개할 예정이라 발표했다. 2022년 4월, 박물관 공사장에서 야요이 시대 마을 유적을 발굴했다고 보도됐다.

2022년 7월 닌텐도는 일본 애니메이션 제작사 다이나모 픽처스를 인수했으며 2022년 10월 닌텐도 픽처스로 개명했다

2018년 1월에 닌텐도는 일루미네이션과 유니버설 스튜디오와 제휴해 《슈퍼 마리오》 만화영화를 제작하겠다고 발표했다. 영화 제작에는 미야모토 시게루와 일루미네이션 CEO 크리스 멜러댄드리가 참여했다. 닌텐도는 1993년 실사영화 《슈퍼 마리오》의 실패 후 자사 지적자산에 기반한 영화제작을 꺼려했으나, 고전게임을 디지털 재배급하는 버추얼 콘솔 서비스 시작 후 영화를 포함한 비디오 게임 외 산업에 관심을 두기 시작했다. 2014년에 발생한 소니 픽처스 엔터테인먼트 해킹 사건에서 닌텐도와 소니 픽처스 엔터테인먼트간의 제휴가 유출된 바 있다. 2021년 4월 인터뷰에서 후루카와 사장은 《마리오》 이외에 다른 닌텐도 자산에 기반한 애니메이션을 제작할 의사가 있다고 암시했다. 2021년 6월, 멜러댄드리가 외부인 자격으로서 닌텐도 이사회에 참여한다고 보도자료에서 밝혔다. 2021년 7월 주주총회에서 후루카와는 닌텐도의 애니메이션 제작분야 진출은 "비디오 게임 개발사업 확장이 목적"이며 "비디오 게임을 하지 않는 사람도 닌텐도 캐릭터를 접할 기회를 만들어야 한다"고 발언했다. 또한 미야모토는 "(멜러댄드리가) 닌텐도의 입장을 이해하고 있다"며 닌텐도의 영화사업에 "그의 헐리우드 경력이 큰 도움이 될 것"이라 설명했다. 2022년 7월, 닌텐도는 일본 CG 및 애니메이션 제작사 다이나모 픽처스를 인수했다고 발표했다. 다이나모는 2010년대에 《피크민》같은 닌텐도 게임들을 위한 단편 애니메이션을 닌텐도와 공동제작한 기업으로, 닌텐도는 다이나모 인수가 애니메이션 사업에 일조할 것이라 설명했다. 2022년 10월, 해당 기업 인수를 완료하며 닌텐도 픽처스 유한회사로 개명했다.
2022년 2월, 닌텐도는 협력사 SRD 유한회사(시스템 연구개발)를 인수했다. SRD는 지난 40년동안 《동키콩》, 《젤다의 전설》 등 닌텐도의 비디오 게임 개발에 참여한 기업이었다. 2022년 5월, 사우디아라비아의 사우디 국부펀드가 닌텐도 주식 5%를 매입했다. 이후 주식소유비율이 2023년 1월 6.07%, 2023년 2월 8.26%로 상승해 닌텐도 최대주주가 됐다.
닌텐도와 일루미네이션이 공동제작한 만화영화는 《슈퍼 마리오 브라더스》로 완성돼 미국에서 2023년 4월 5일 개봉했다. 《슈퍼 마리오 브라더스》는 전세계 박스오피스 성적이 미화 10억 달러를 돌파해 2023년 가장 흥행한 영화가 됐으며, 최고의 개봉 첫 주 흥행을 기록한 만화영화 및 최고의 수익을 낸 비디오 게임 기반 영화가 됐다.

## 로고 변천사

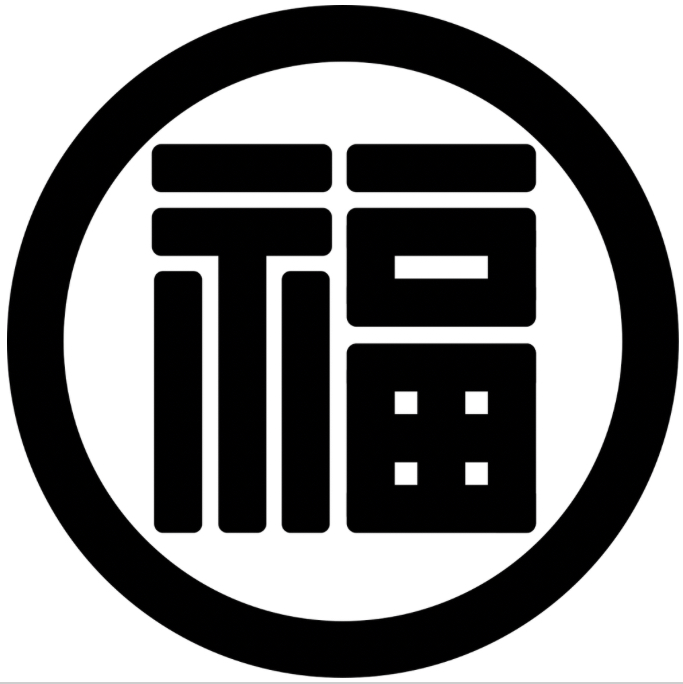
1889-1957
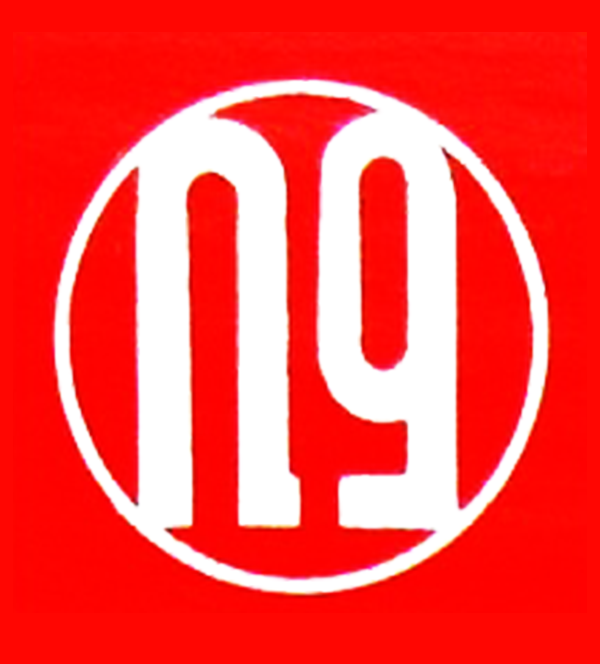
1963-1971
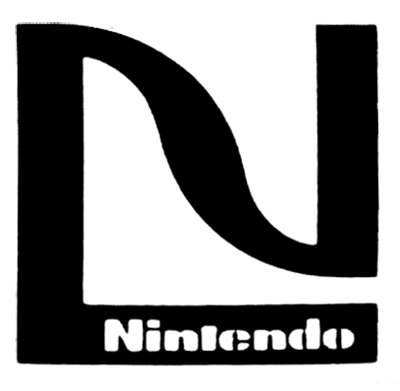
1970-1974
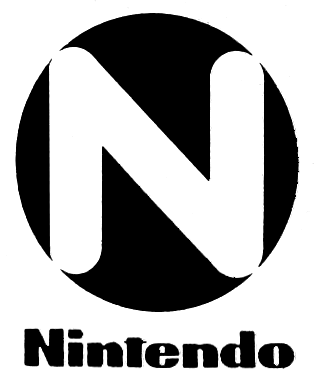
1972-1984
1984-2008 (주요); 2008-현재 (부차)
2004-2016 (주요); 2016-현재 (부차)
2016–현재

## 참고 문헌
- 셰프, 데이비드 (1993). 《Game Over: How Nintendo Zapped an American Industry, Captured Your Dollars, and Enslaved Your Children》. New York, New York: Random House. ISBN 0-7881-6320-5.

- Gorges, Florent (2015a). 《La historia de Nintendo Volumen I》 (스페인어). Héroes de papel. ISBN 978-84-942881-3-5.

- — (2011) [1999]. 《Game Over: How Nintendo Conquered The World》. Knopf Doubleday Publishing Group. ISBN 9781299040625. OCLC 1237159707.

- Gorges, Florent; Isao Yamazaki (2010). 《The History of Nintendo: 1889-1980 From playing-cards to Game & Watch》. Paris, France: pix'n love publishing. ISBN 978-2-918272-15-1.

- Kent, Steven L. (2001). 《The Ultimate History of Video Games: The Story Behind the Craze that Touched our Lives and Changed the World》. Prima Publishing. ISBN 0-7615-3643-4.